# Bâtiment de la voïvodie de Cracovie
Le bâtiment de la voïvodie de Cracovie  (en polonais Gmach Urzędu Wojewódzkiego) est un édifice administratif historique, mis en service en 1900, abritant le siège des autorités de la voïvodie de Petite-Pologne, à Cracovie.

## Histoire
La décision de construire le bâtiment a été prise à la fin du XIXe siècle pour abriter les bureaux du Starosty de Cracovie. En 1896, un nouveau bâtiment était prévu, devant être le siège d'une institution administrative gouvernementale. À cette époque, on l'appelait le Palais des Délégués, car le nom officiel de la starosta était : Délégation Impériale-Royale du Gouvernorat. Le bâtiment a été conçu par l'architecte Alfred Broniewski sur un plan en « U », typique des bâtiments gouvernementaux érigés à la fin du XIXe siècle en Galicie. L'entrée principale et les angles étaient soulignés d'avant-corps saillants. L'escalier principal a conservé sa décoration représentative, avec des marches en pierre, une balustrade et une décoration murale architecturale. En juin 1903, le mobilier et l'équipement officiel des locaux de la place du Marché précédemment occupés par le Starosty sont transportés vers le nouveau bâtiment.
Après avoir recouvré son indépendance, en 1921, le bâtiment devint le siège du voïvode de Cracovie. A cette époque, le premier étage abritait les salles des représentants et l'appartement officiel du voïvode et du vice-voïvode.
En 1930, est ajouté le troisième étage, séparé des étages inférieurs par une corniche, dont la forme générale faisait référence aux étages inférieurs plus anciens (avec une façade en briques rouges et une blanche dans les angles et au milieu de l'étage). 
Après l'occupation de Cracovie par les troupes allemandes en septembre 1939, le bâtiment de la voïvodie fut occupé par des unités militaires.
En 1960, une quatrième aile a été ajoutée sur la rue Worcella, fermant ainsi la cour intérieurement.
Après 1950, le bâtiment servit de siège au Conseil national provincial. En 1973, le poste de voïvodie a été rétabli, mais bientôt, en 1975, dans le cadre de la réforme administrative, une  voïvodie municipale de Cracovie a été créée, à la suite de quoi le bureau de la voïvodie a cessé d'exister ici et ses compétences dans le domaine de la nouvelle voïvodie ont été repris par la mairie de Cracovie. Après 1990, le voïvode de Cracovie y a exercé ses fonctions et à partir de 1999, le voïvode de Petite-Pologne.

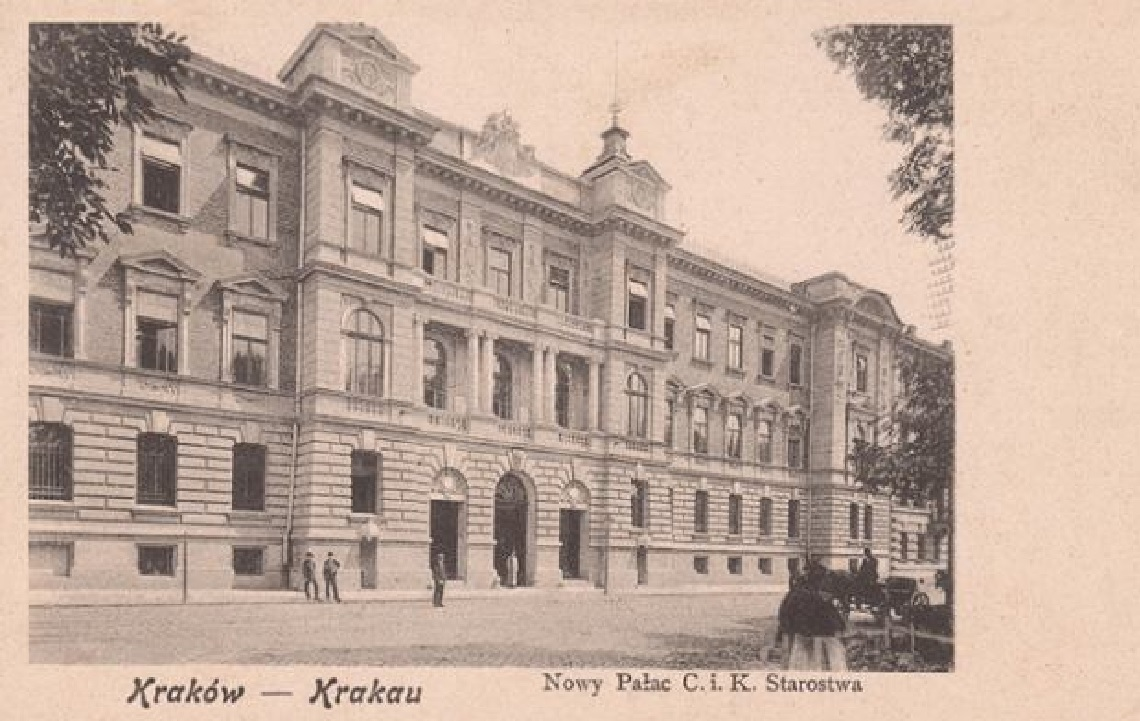
Le palais en 1918, avant l'ajout du 3e étage
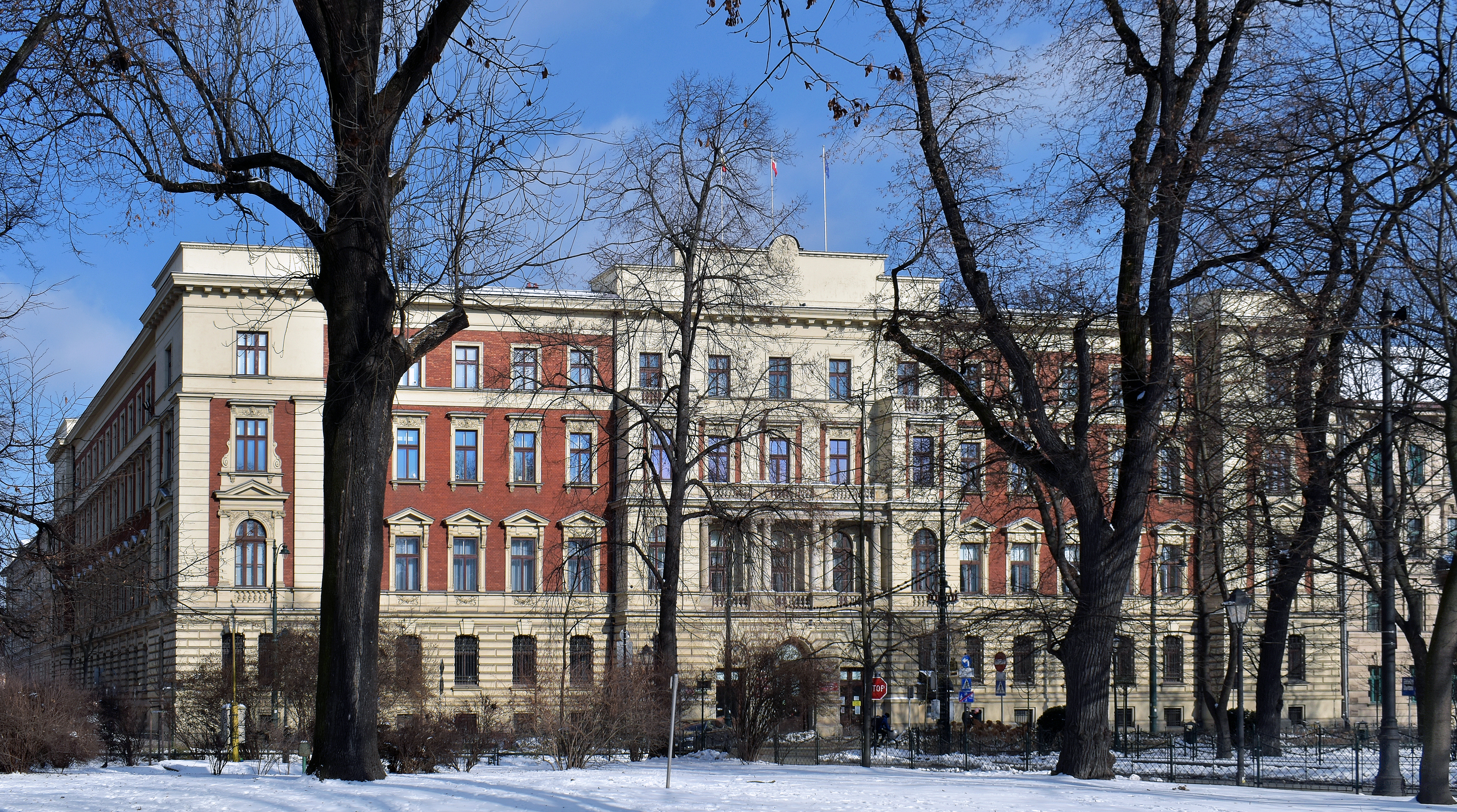
Le palais en 2021